# Kia Spectra
Kia Spectra — автомобиль среднего класса, пятиместный седан, выпускался с 2000 года по 2004 год южнокорейской корпорацией Kia Motors. С 2004 по 2009 годы в России на «ИжАвто» было собрано 104,7 тыс.cеданов компанией «СОК» 
В России в 2004 году группой компаний «СОК» на заводе «ИжАвто» был запущен проект по выпуску автомобилей Kia Spectra. В 2009—2010 годах производство корейских автомобилей на «ИжАвто» было прекращено. Летом 2011 года производство ограниченной партии Kia Spectra (1700 шт.) на «ИжАвто» было возобновлено на несколько месяцев — для выполнения обязательств «ИжАвто» перед Kia Motors.
Kia Sephia (1993—1998) продавался в США под именем Spectra.
Как самостоятельная модель Kia Spectra производилась в Корее в 1999—2000 гг. под названием Mentor, затем было запущено производство в Северной Америке, и в период 2000—2004 гг. производилась несколько модифицированная Kia Spectra в кузове седан и 5-дверный хетчбэк. В отличие от российской Spectra имела двигатель 1,8 л, в различных комплектациях была оборудована подлокотником, регулятором тактов стеклоочистителя, штатными высокочастотными излучателями в уголках зеркал, электролюком в крыше, круиз-контролем, воздуховодами для задних пассажиров, подогревом передних сидений, сиденьем водителя с регулировкой поясничной поддержки и высоты сиденья, системой контроля качества воздуха (AQS), отделкой салона под дерево и кожей и ещё некоторыми мелочами. В эти же годы производилась Kia Spectra GSX, больше похожая на свою предшественницу Kia Sephia. В 2003 году в Северной Америке было запущено производство Kia Spectra, которая в России производилась под именем Cerato. Новая модель Cerato сменила предшественницу в 2006 году, в Северной Америке она по-прежнему шла под именем Spectra, правда для отличия добавился шильдик SX.

## Технические характеристики
| Параметр         | Значение                                                          |
| ---------------- | ----------------------------------------------------------------- |
| Подвеска         | Независимая, пружинная, со стабилизатором поперечной устойчивости |
| Тормоза передние | Дисковые вентилируемые                                            |
| Тормоза задние   | Барабанные, дисковые в комплектациях автомобилей оснащенных ABS   |

## Комплектация
Базовая комплектация (с 2006 г.) автомобиля включает следующие опции:
- Складная спинка дивана, разрезная, в пропорции 2:3
- Полноразмерное запасное колесо
- Регулируемая по вертикали рулевая колонка
- Гидроусилитель руля
- Центральный замок
- Электростеклоподъёмники х4
- Преднатяжители ремней безопасности
- Подушки безопасности водителя и переднего пассажира
- Аудиоподготовка: 2 динамика в дверях, 2 в задней полке, механическая телескопическая антенна в левом заднем крыле

В сентябре 2011 года на Ижевском автомобильном заводе, единственном в России, который осуществлял сборку автомобиля, остановлено производство данной модели. В производстве Ижевского автомобильного завода автомобиль Kia Spectra выходил на рынок в следующих комплектациях:
- Стандарт (HA): МКПП, базовая комплектация
- Оптимум (HB): МКПП с кондиционером, с электрорегулировкой и подогревом зеркал, передними противотуманными фарами и колпаками на колеса
- Оптимум+ (HE): к комплектации HB добавлена ABS.
- Премиум (HC): АКПП, базовая комплектация+кондиционер
- Люкс (HD): АКПП с кондиционером, подогревом зеркал, передними противотуманными фарами, ABS, подогревом передних сидений, электроприводом телескопической антенны и колпаками на колеса.
- С конца 2007 года автомобили поставлялись еще и с литыми дисками.